# 吉爾福德伯爵
吉爾福德伯爵（Earl of Guilford）屬於大不列顛貴族爵位，創立於1752年。
此伯爵爵位額外附有薩里郡吉爾福德的吉爾福德男爵（Baron Guilford, of Guilford in the County of Surrey），此男爵爵位設於1683年，屬於英格蘭貴族爵位。只有吉爾福德伯爵爵位的繼承人可使用此男爵的頭銜，而禮貌上的頭銜是諾斯勳爵。
然而，後世一般所指的諾斯勳爵，是第二代僑福伯爵羅富，即後來的第二代吉爾福德伯爵。他曾自1770年至1782年出任首相一職。
吉爾福德伯爵現今的家族宅第位於肯特郡多佛尔附近（Waldershare House）。至於頭銜所指，位於薩里的吉爾福德，現今的英文串法是Guildford，與舊時略有不同。

## 吉爾福德男爵 （1683年）
- 第一代吉爾福德男爵法蘭西斯·諾斯（Francis North, 1st Baron Guilford） （1637年-1685年）
- 第二代吉爾福德男爵法蘭西斯·諾斯（Francis North, 2nd Baron Guilford） （1673年-1729年）
- 第三代吉爾福德男爵法蘭西斯·諾斯（Francis North, 1st Earl of Guilford|Francis North, 3rd Baron Guilford） （1704年-1790年） （於1752年晉爵為吉爾福德伯爵）

## 吉爾福德伯爵 （1752年）

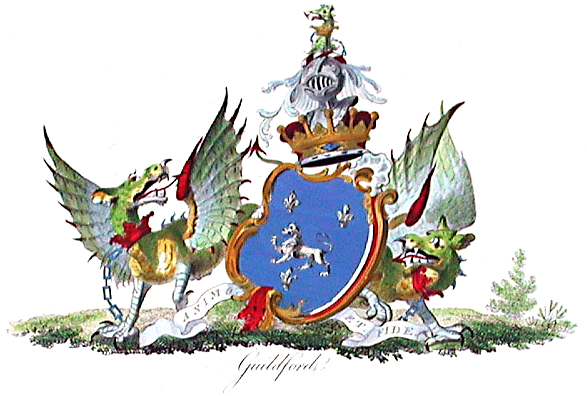
吉爾福德伯爵的家族盾徽。

- 第一代吉爾福德伯爵法蘭西斯·諾斯（Francis North, 1st Earl of Guilford） （1704年-1790年）
- 第二代吉爾福德伯爵腓特烈·諾斯（Frederick North, 2nd Earl of Guilford） （1732年-1792年）
- 第三代吉爾福德伯爵喬治·奧古斯都·諾斯（George Augustus North, 3rd Earl of Guilford） （1757年-1802年）
- 第四代吉爾福德伯爵法蘭西斯·諾斯（Francis North, 4th Earl of Guilford） （1761年-1817年）
- 第五代吉爾福德伯爵腓特烈·諾斯（Frederick North, 5th Earl of Guilford） （1766年-1827年）
- 第六代吉爾福德伯爵法蘭西斯·諾斯（Francis North, 6th Earl of Guilford） （1772年-1861年）
- 第七代吉爾福德伯爵杜德里·法蘭西斯·諾斯（Dudley Francis North, 7th Earl of Guilford） （1851年-1885年）
- 第八代吉爾福德伯爵腓特烈·喬治·諾斯（Frederick George North, 8th Earl of Guilford） （1876年-1949年）
- 第九代吉爾福德伯爵愛德華·法蘭西斯·諾斯（Edward Francis North, 9th Earl of Guilford） （1933年-1999年）
- 第十代吉爾福德伯爵皮爾斯·愛德華·布朗洛·諾斯（Piers Edward Brownlow North, 10th Earl of Guilford） （1971年—）

伯爵爵位之法定繼承人為腓特烈·諾斯，諾斯勳爵 （2002年6月24日—）

## 請參見
- 諾斯男爵